# Adolf Fredriks kyrka
Adolf Fredriks kyrka är en församlingskyrka i Adolf Fredriks församling i Stockholms stift. Kyrkan ligger vid korsningarna Sveavägen–Adolf Fredriks kyrkogata–Holländargatan–Kammakargatan i Stockholm. Kyrkan ritades av arkitekten friherre Carl Fredrik Adelcrantz. Kyrkan är känd dels för en rad fina konstverk, dels för att många framstående personer har begravts på dess kyrkogård, bland andra statsminister Olof Palme.

## Uppförande
Kung Adolf Fredrik lade grundstenen till kyrkan år 1768. Det är från honom som kyrkan fått sitt namn. Den nya kyrkan invigdes söndagen den 27 november 1774 av biskop Daniel Herweghr. Medverkade gjorde även kyrkoherdarna Rensen och Wykman samt hovkapellmästaren Francesco Uttini. och Adolf Fredriks äldsta söner, kung Gustav III och hertig Karl, sedermera Karl XIII. 

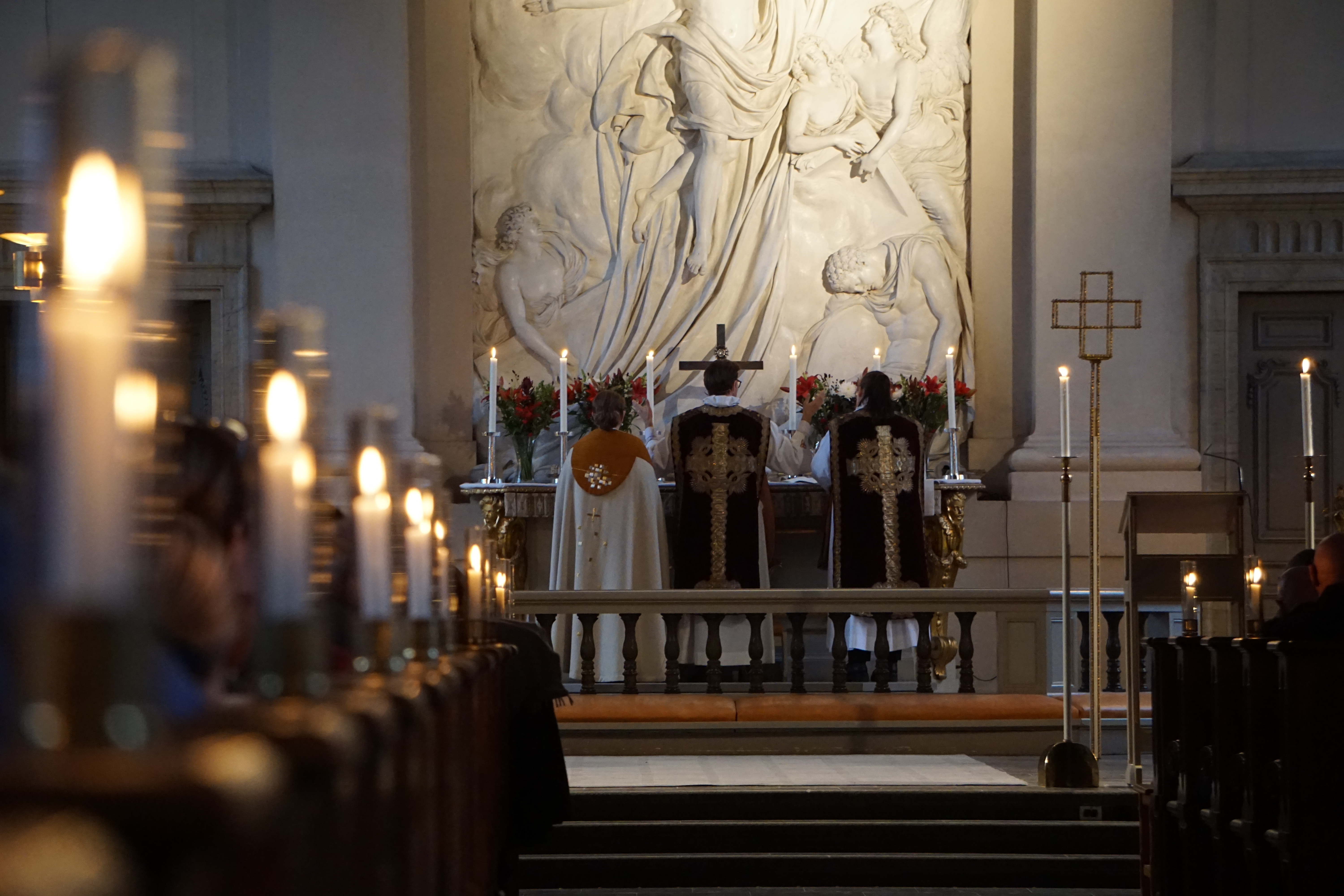
Första advent tillika 250-årsjubileum 1 december 2024. De två högra mässhakarna är från invigningen 1774.

På kyrkans plats låg tidigare ett träkapell byggt 1674, helgat åt Sankt Olof. Kyrkan byggdes runt kapellet, som stod kvar och användes under byggtiden. Från träkyrkan försåldes vid rivningen en 8-stämmig orgel, en altartavla, predikstolen samt ytterligare tavlor. Kyrkvärdarna Carl Anthon Bevee och Arvid Ekeblom hade hand om försäljningen.

## Arkitektur och inredning
Kyrkan är uppförd i gustaviansk stil med inslag av rokoko. Exteriören går i vit puts med kopparfärgade tak, en svartmålad kupol, reliefer och detaljer i guld. Den är byggd i form av ett grekiskt kors, där korsets armar mot öster och väster är förlängda. Kyrkan är krönt av en kupol, som är placerad över korsmitten. Kupolen avslutas av en lanternin.
Även interiören går främst i vitt. Altartavlan är skulpterad av Johan Tobias Sergel och föreställer Jesu återuppståndelse. 
En annan skulptur av Sergel i kyrkan är Cartesiusmonumentet. Det är uppfört till minne av den franske vetenskapsmannen och filosofen René Descartes, som även kallades Cartesius. Monumentet tillkom på Gustav III:s initiativ och föreställer Sanningen (ett jordklot) som befrias från Lögnen. 
Interiören omdanades 1893–1895 av arkitekt Agi Lindegren, varvid mycket av kyrkans ursprungliga karaktär gick om intet genom att man lade till stuck och reliefer. En annan förändring gjordes på 1950-talet. I mitten av 1990-talet renoverades kyrkan. Både altaret och predikstolen är dock kvar från kyrkans uppförande.
Kyrkans dopfunt är ovanlig; den är tillverkad helt i kristall från Orrefors glasbruk och formgavs av Liss Eriksson.
Kyrkan rymmer cirka 800 personer.

## Bilder

### Exteriör

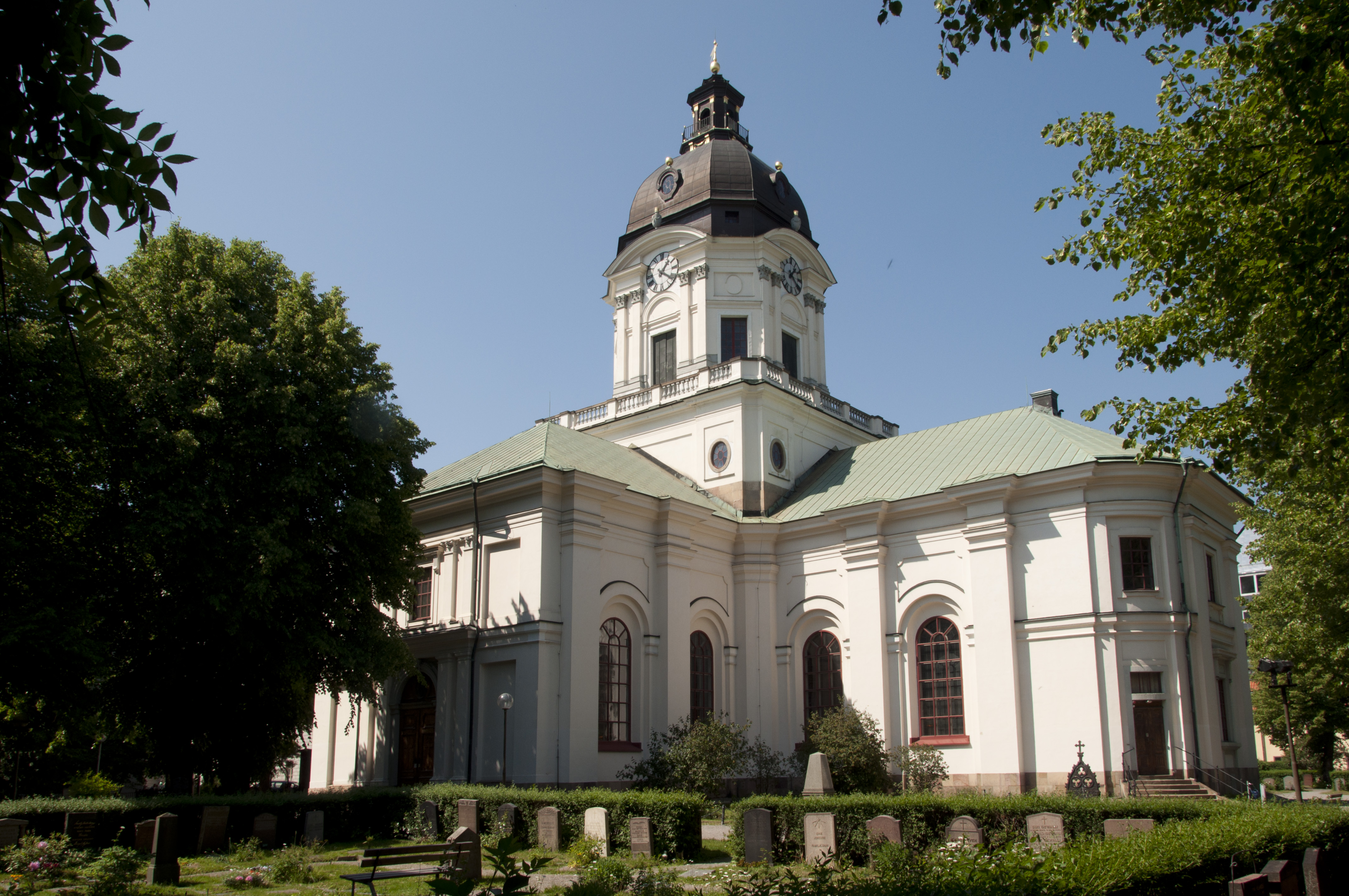
Kyrkan från sydost
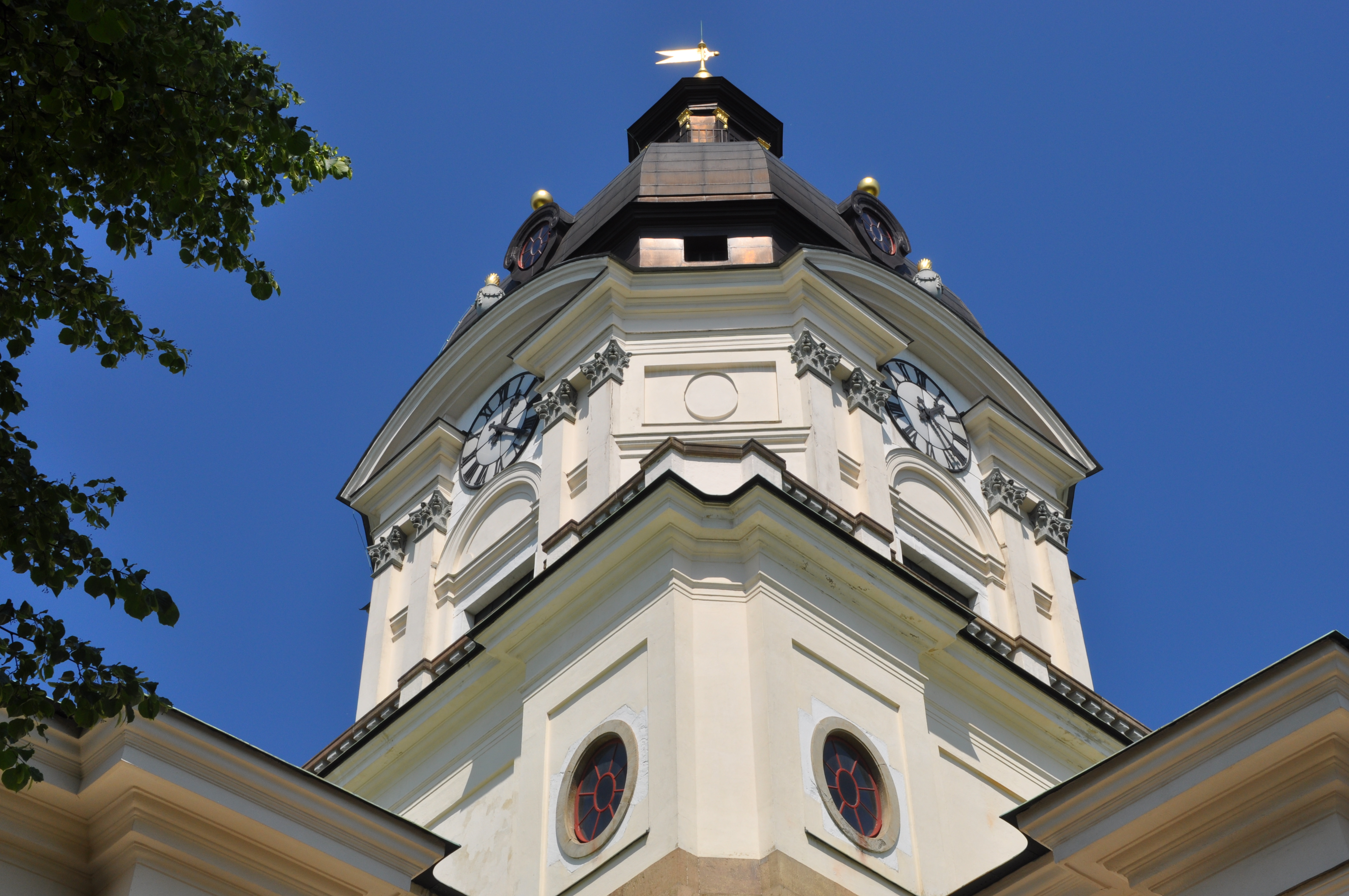
Tornet
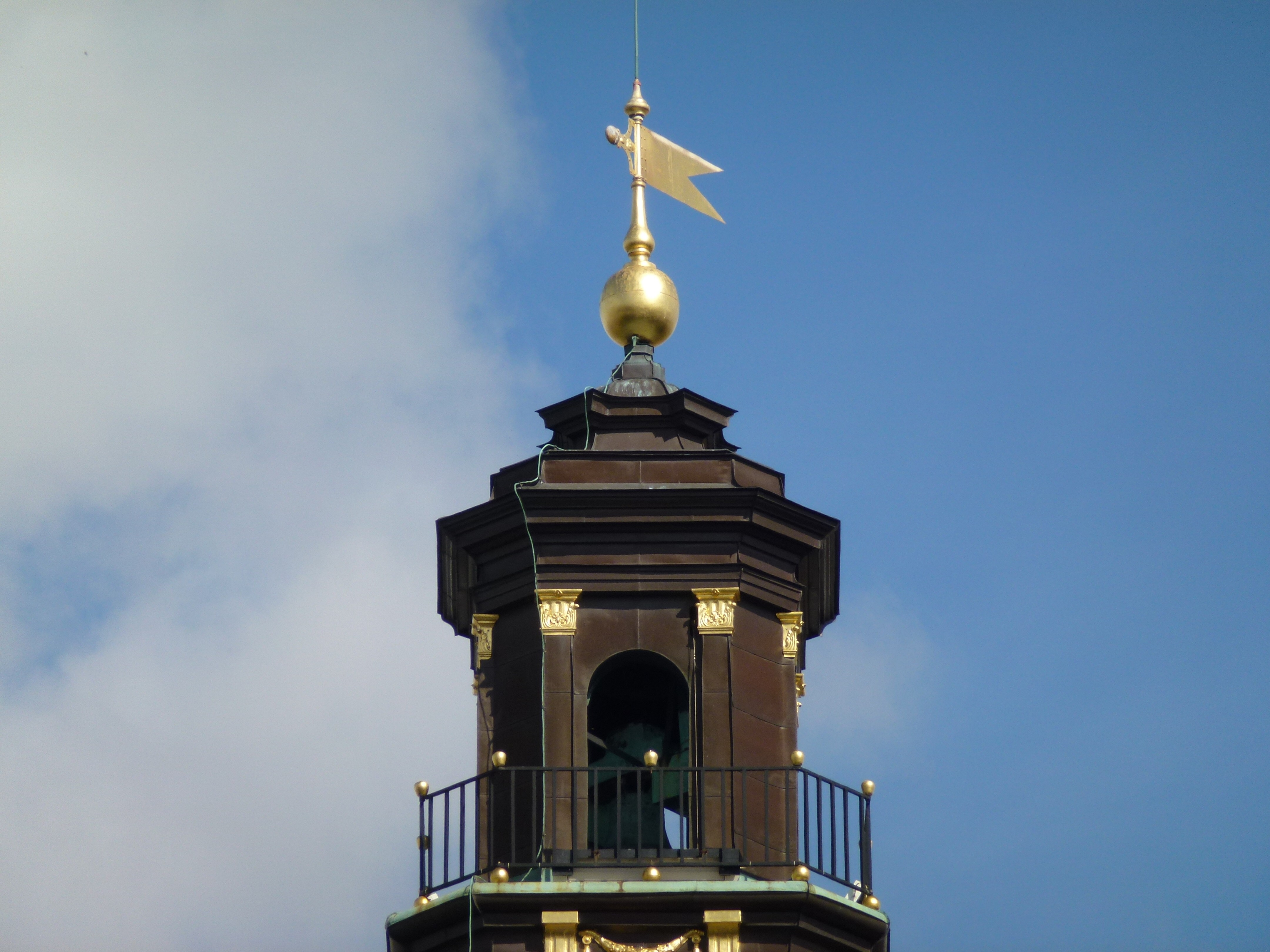
Lanterninen och spiran
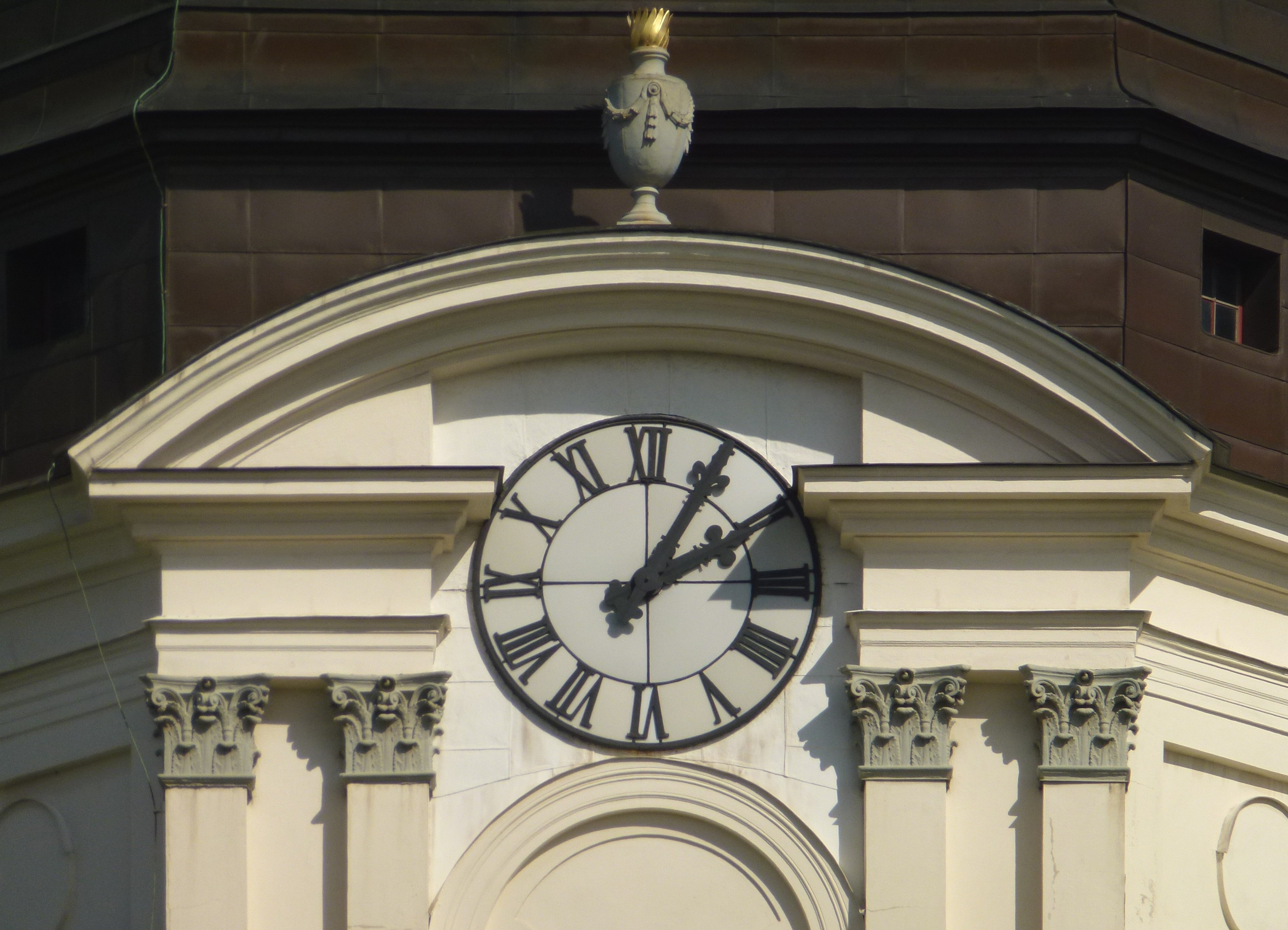
Tornuret

### Interiör

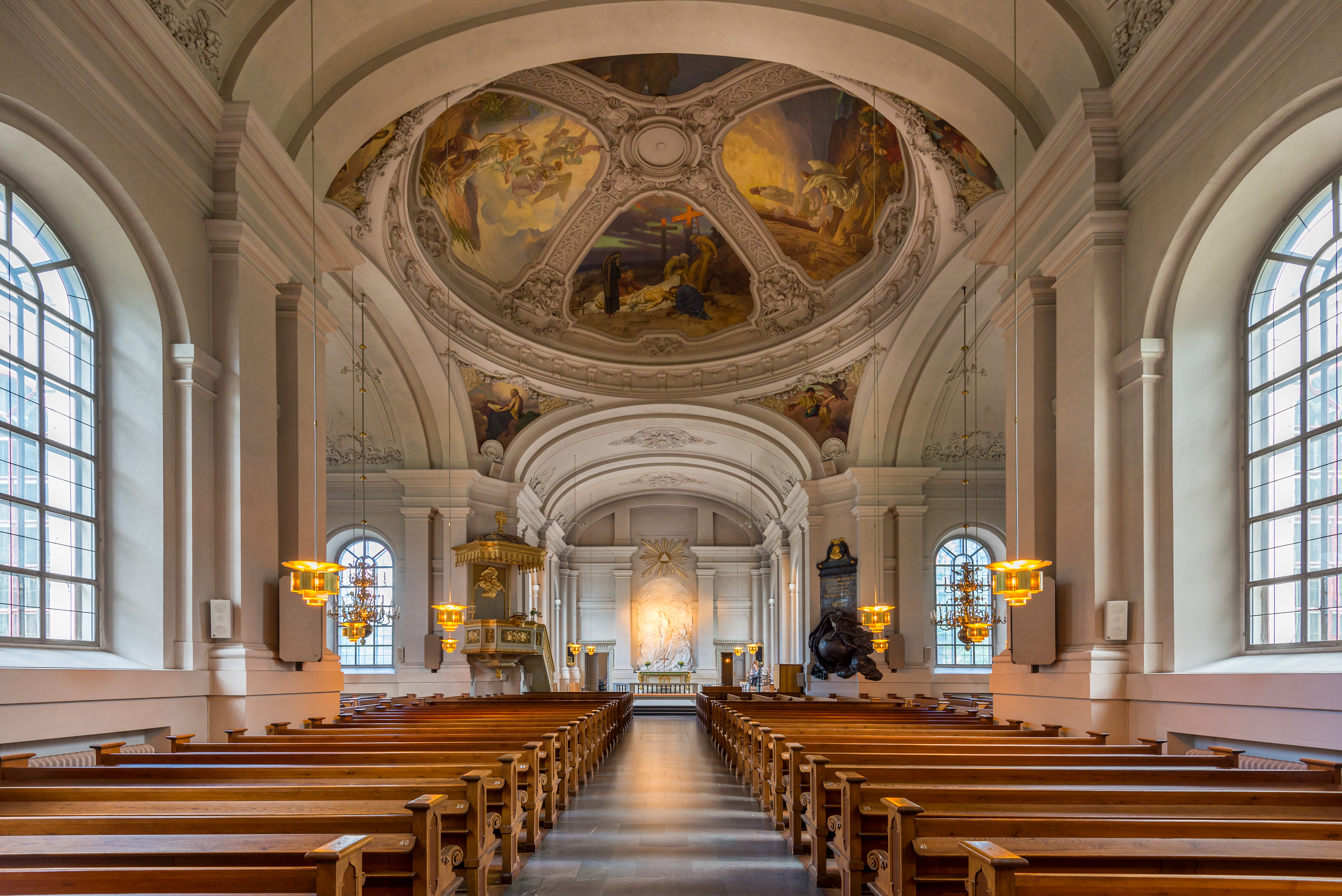
Kyrkans interiör.
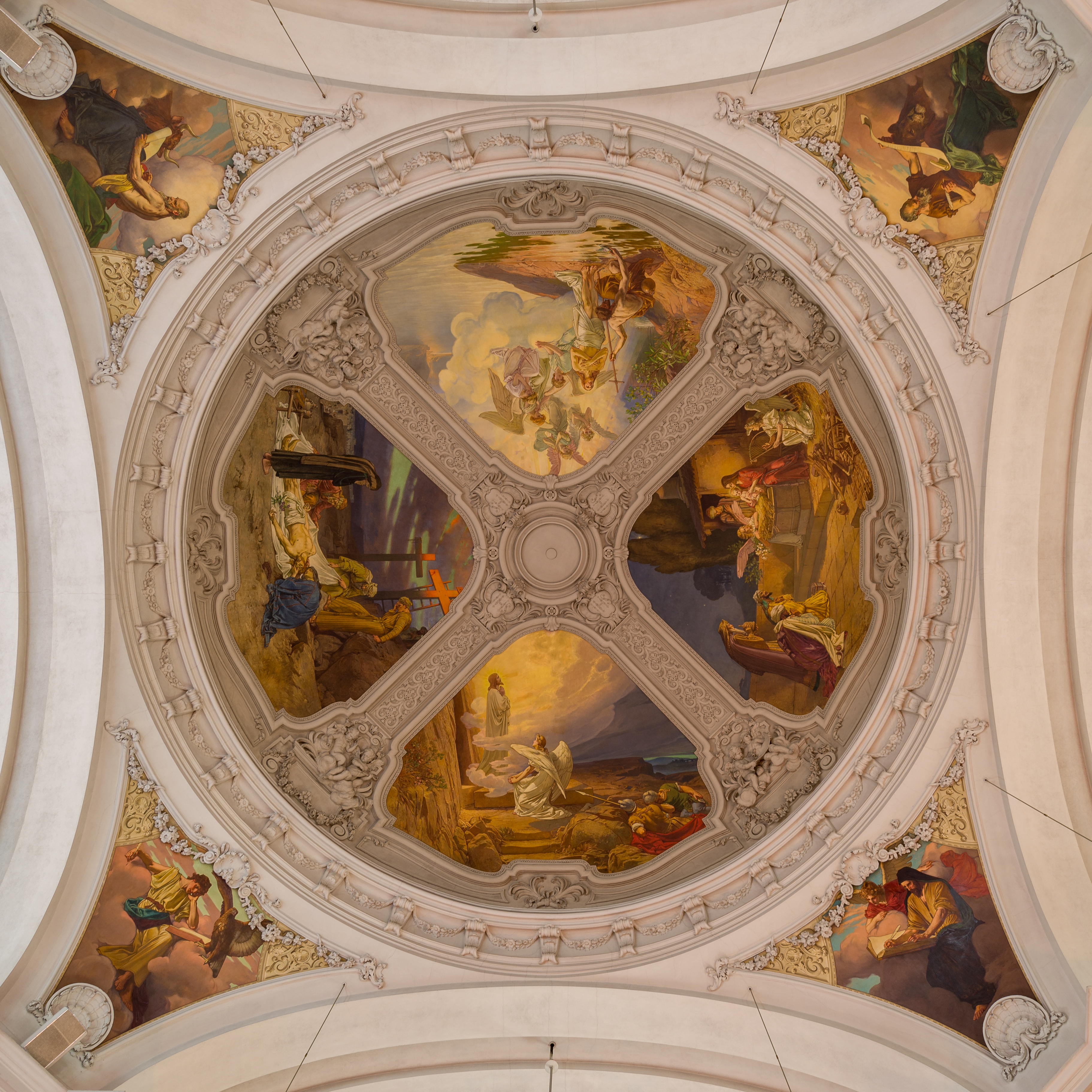
Taket är dekorerat med stuckatur i rokokostil. Målningarna utfördes av Julius Kronberg.
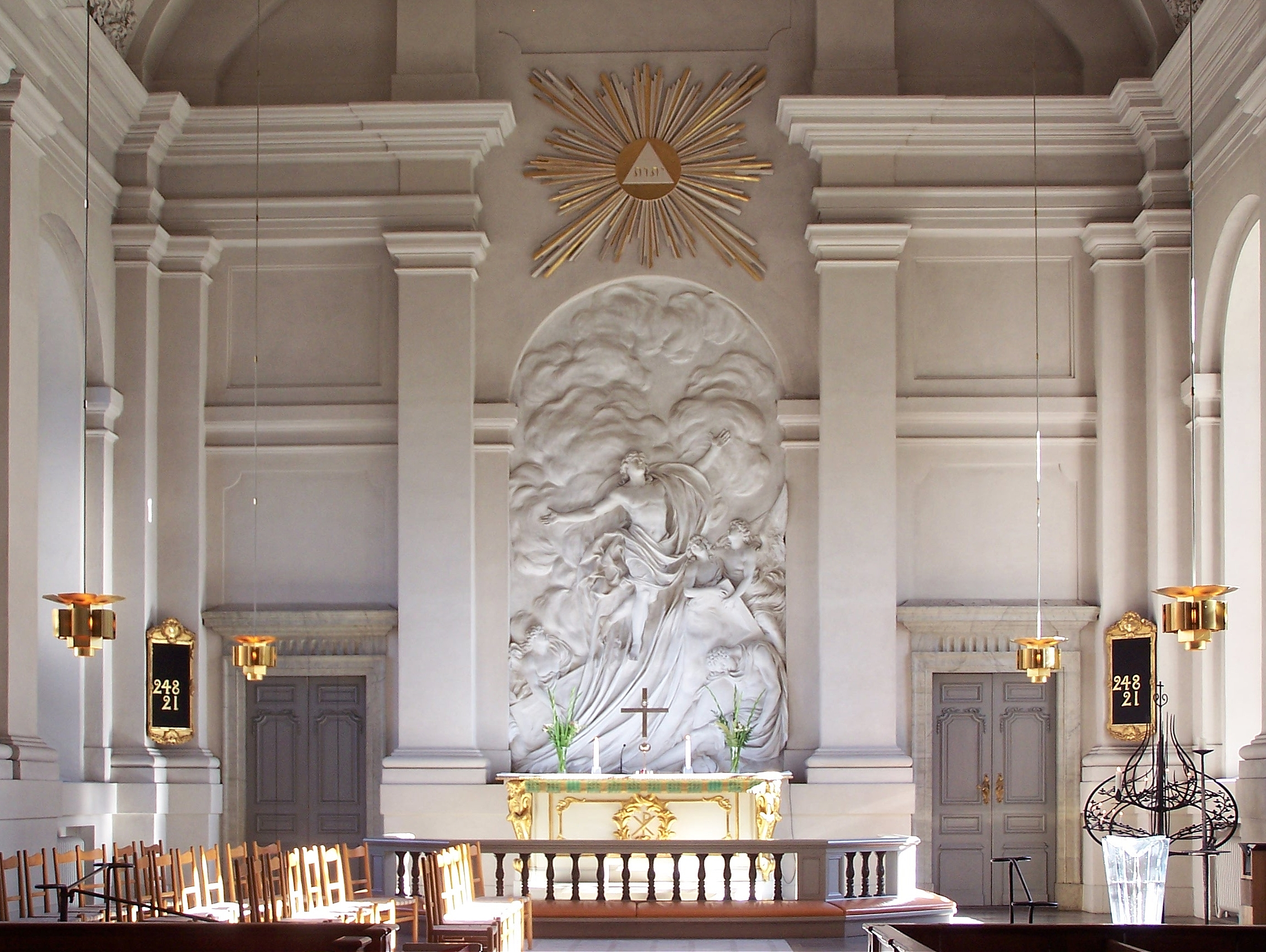
Altaret med altartavlan utförd av Johan Tobias Sergel.
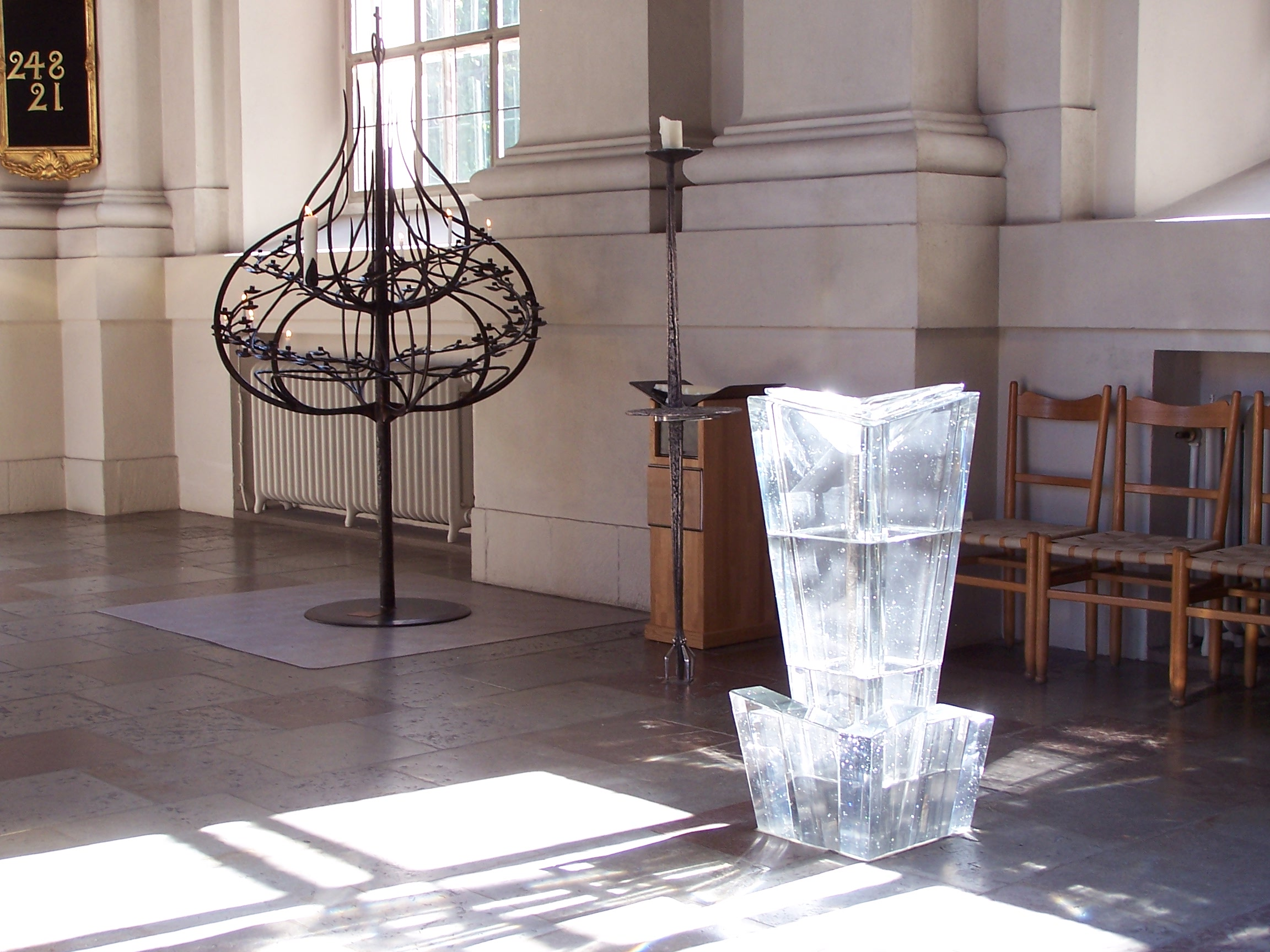
Kyrkans dopfunt i kristallglas.

## Orgel

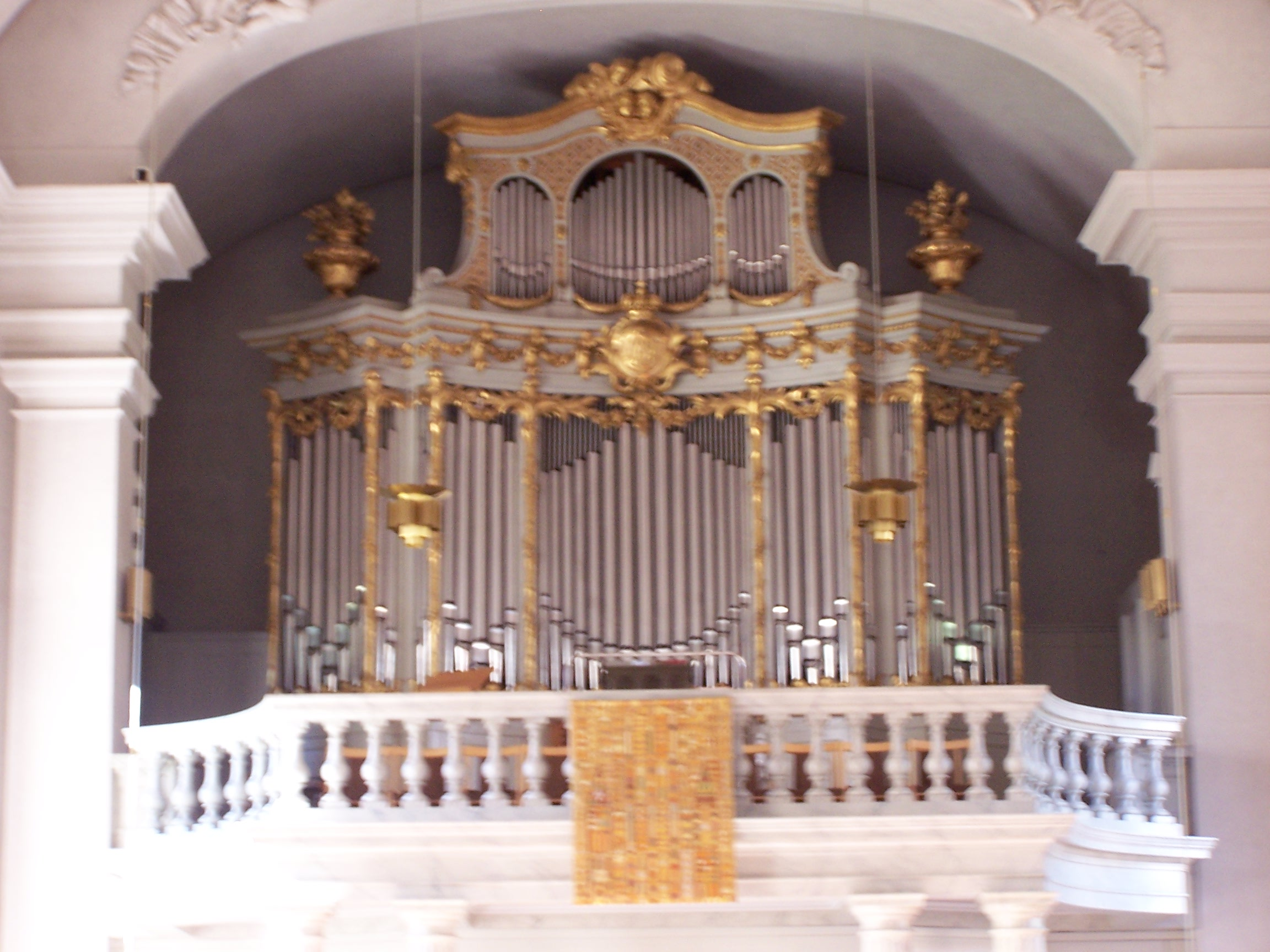
Kyrkans orgel.

- 1698 skänktes ett positiv till kyrkan av handelsmannen Jacob Stiegler. Orgeln byggdes om till 8 stämmor 1748 av Jonas Gren och Petter Stråhle, Stockholm.[2] Orgeln såldes 1782 till Botkyrka kyrka. Senare såldes den vidare till Huddinge kyrka och Havdhems kyrka. Fasaden till denna orgel finns idag i Gotlands Fornsal.[3]
- År 1782 stod kyrkans första orgel klar. Den byggdes av den framstående orgelkonstruktören Olof Schwan, Stockholm. Orgeln hade 21 stämmor.[3] Den nuvarande orgeln i Slottskyrkan på Kungliga slottet i Stockholm är ungefär samma typ som den ursprungliga orgeln i Adolf Fredriks kyrka.[källa behövs]
- 1867 byggde Per Åkerman, Stockholm en orgel med 19 stämmor.[3]
- 1908 byggde Åkerman & Lund, Sundbybergs köping en orgel med 32 stämmor, tre manualer och pedal. Orgeln omdisponerades 1951 av Olof Hammarberg, Göteborg.[3]
- Dagens huvudorgel tillkom år 1966 och har 45 stämmor. Den byggdes av Grönlunds Orgelbyggeri AB, Gammelstad och har mekanisk speltraktur och registratur. Fasaden är från 1782 års orgel. Den har följande disposition:[3]

| Öververk I C–g3     | Huvudverk II C–g3 | Svällverk III C–g3 | Pedal C–f1         | Koppel |
| Gedackt 8′          | Kvintadena 16′    | Principal 8′       | Principal 16′      | I/P    |
| Kvintadena 8′       | Principal 8′      | Rörflöjt 8′        | Subbas 16′         | II/P   |
| Principal 4′        | Spetsflöjt 8′     | Fugara 8′          | Oktava 8′          | III/P  |
| Koppelflöjt 4′      | Oktava 4′         | Oktava 4′          | Gedackt 8′         | I/II   |
| Gemshorn 2′         | Rörflöjt 4′       | Gedackt 4′         | Oktava 4′          | III/II |
| Kvinta 1 1/3′       | Kvinta 2 2/3′     | Nasat 2 2/3′       | Nachthorn 2′       | III/I  |
| Sesquialtera 2 chor | Oktava 2′         | Piccolo 2′         | Rauschquint 3 chor |        |
| Scharf 4 chor       | Cornett 5 chor    | Ters 1 3/5′        | Mixtur 6 chor      |        |
| Dulcian 16′         | Mixtur 6–8 chor   | Sifflöjt 1′        | Basun 16′          |        |
| Krumhorn 8′         | Trumpet 8′        | Mixtur 5 chor      | Trumpet 8′         |        |
| Tremulant           |                   | Cymbel 3 chor      | Trumpet 4′         |        |
|                     |                   | Bombard 16′        |                    |        |
|                     |                   | Oboe 8′            |                    |        |
|                     |                   | Skalmeja 4′        |                    |        |
|                     |                   | Tremulant          |                    |        |

### Kororgel
Kororgeln är mekanisk och byggdes 1956 av Olof Hammarberg, Göteborg.
| Manual        | Pedal        |
| Trägedakt 8'  | Bihangspedal |
| Principal 4'  |              |
| Rörflöjt 4'   |              |
| Kvintadena 2' |              |
| Scharf 2 chor |              |

### Positiv
Positivet är mekaniskt och byggdes på 1960-talet av Grönlunds Orgelbyggeri AB, Gammelstad.
| Manual      |
| Gedackt 8'  |
| Rörflöjt 4' |

### Diskografi
- Orgelliv : sju sekel i Stockholms stifts kyrkor / redaktör: Christina Nilsson ; foto: Magnus Aronson, Mats Åsman. Stockholm: Kulturhistoriska bokförlaget. 2012. Libris 13609452. ISBN 978-91-87151-04-0 - Innehåller CD med musik på kyrkans orgel framförd av Per-Ove Larsson.

## Klockspel
1977 invigdes kyrkans klockspel om 24 klockor i två oktaver. Huvuddonator var Karin Bergholtz och klockorna göts av Gösta Bergholtz i Sigtuna. Klockspelet spelar automatiskt melodier fyra gånger dagligen från förinstansade spelband. Det kan även spelas för hand från ett spelbord.

## Begravda

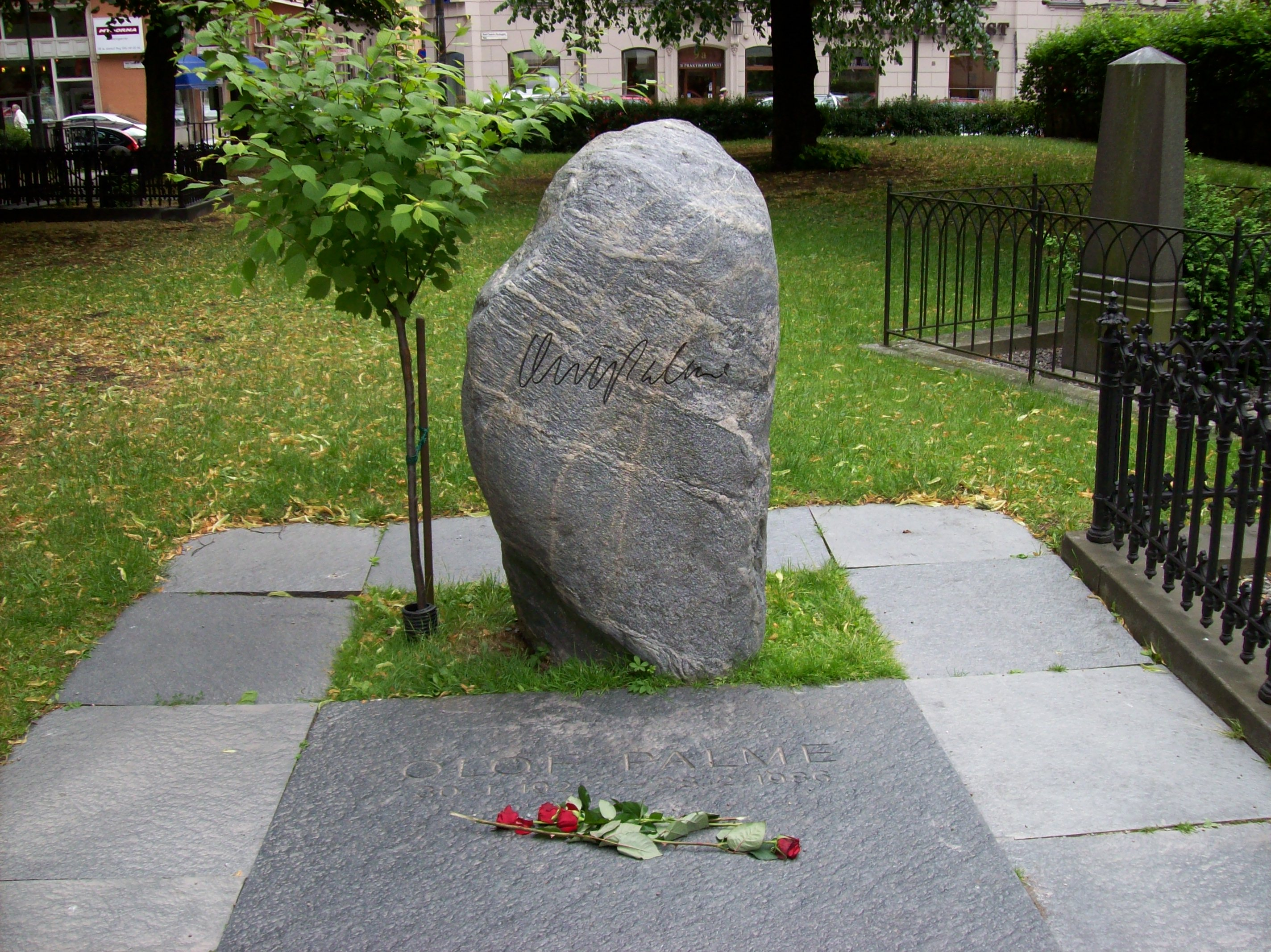
Olof Palmes gravvård.

På kyrkogården vilar många kända personer:
- Johan Tobias Sergel
- Elias Martin
- Bengt Lidner
- Hjalmar Branting
- Olof Palme
- Sven Hedin
- Anders de Wahl
- Thor Modéen
- René Descartes var gravsatt på kyrkogården 1650–1666, varefter hans kvarlevor fördes till Frankrike.[5]
- Anders Öhrwall
- Anders Eliasson
- Barn från Allmänna Barnhuset, begravda mellan 1638 och 1863

## Kyrkogården

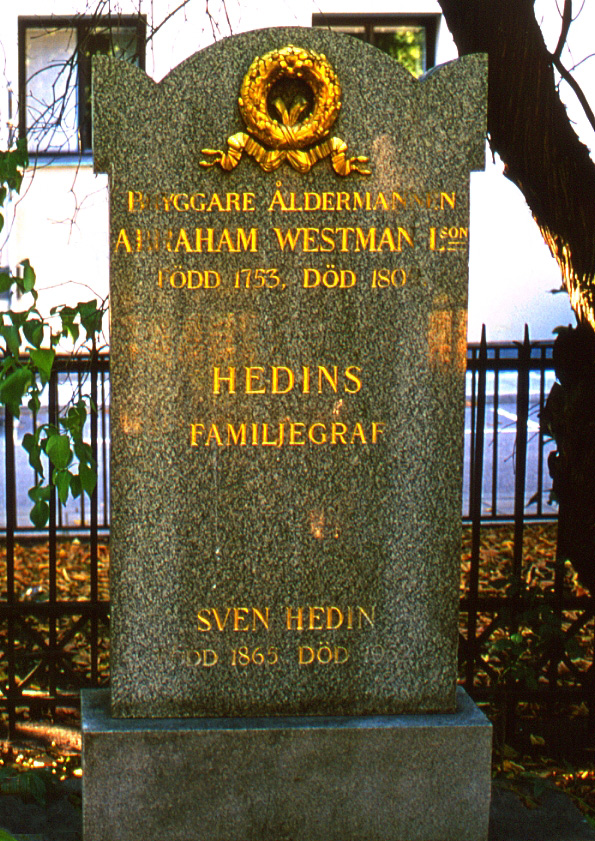
Sven Hedins gravvård.
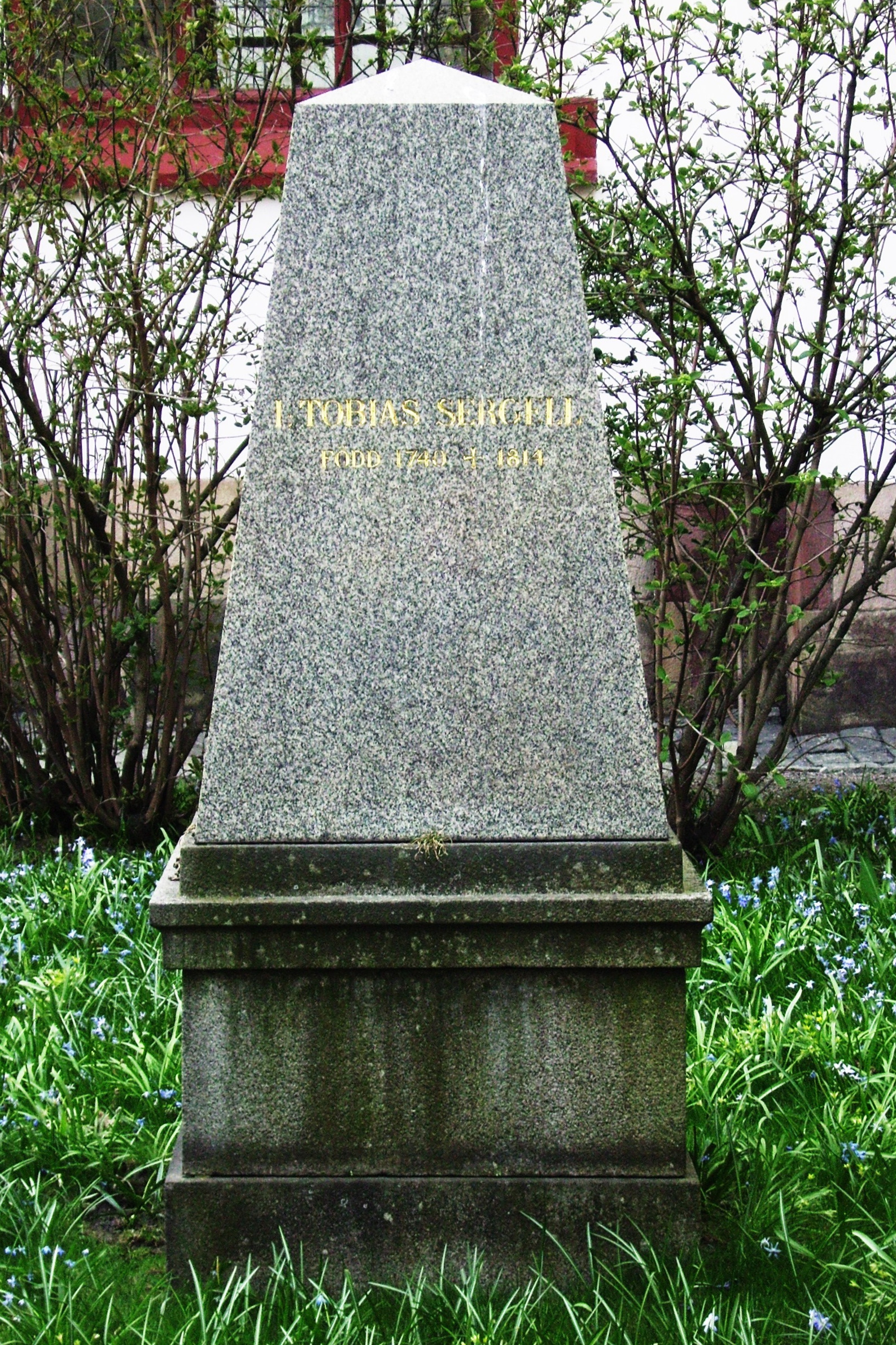
Johan Tobias Sergels gravvård.
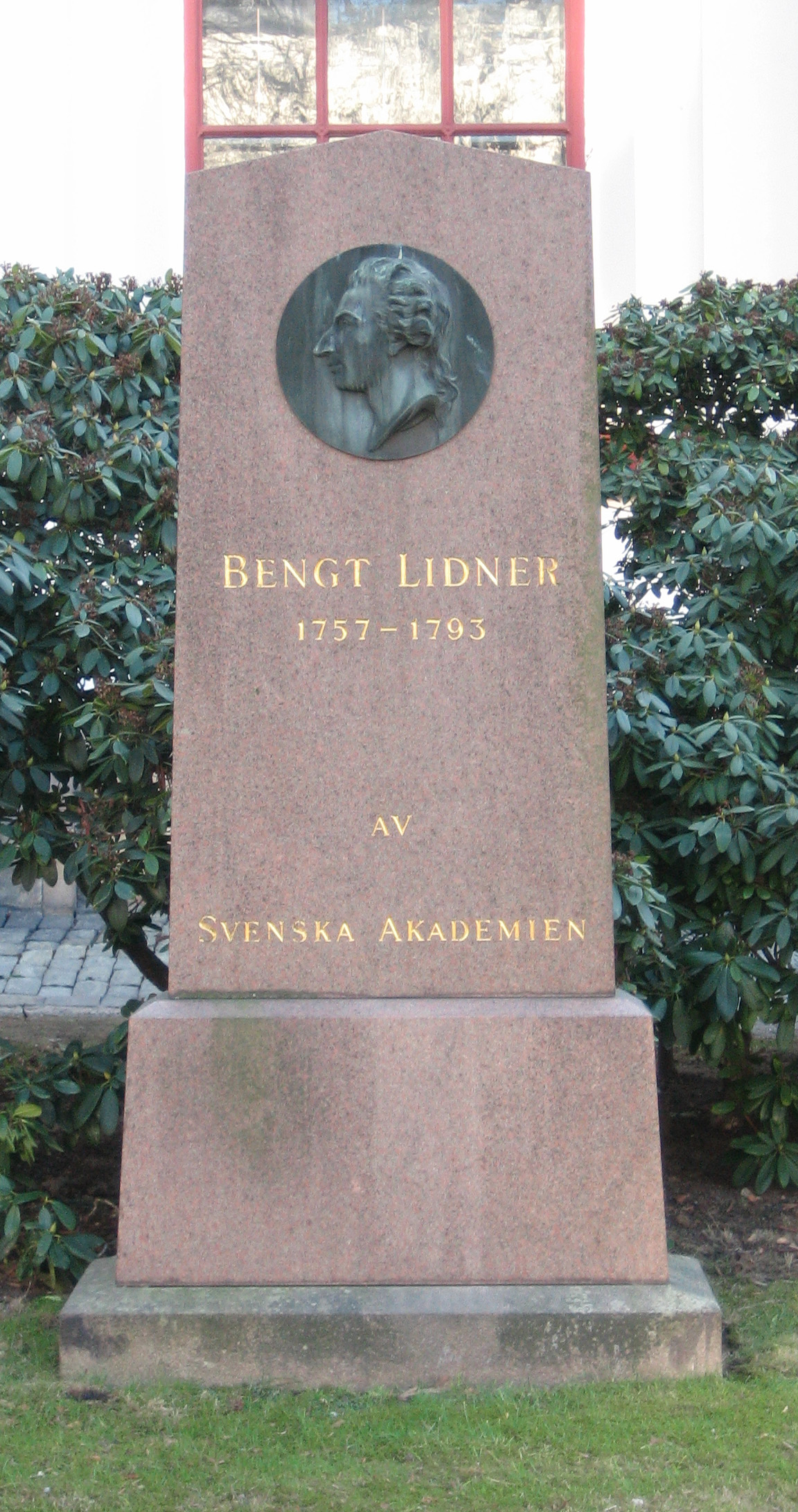
Bengt Lidners gravvård.
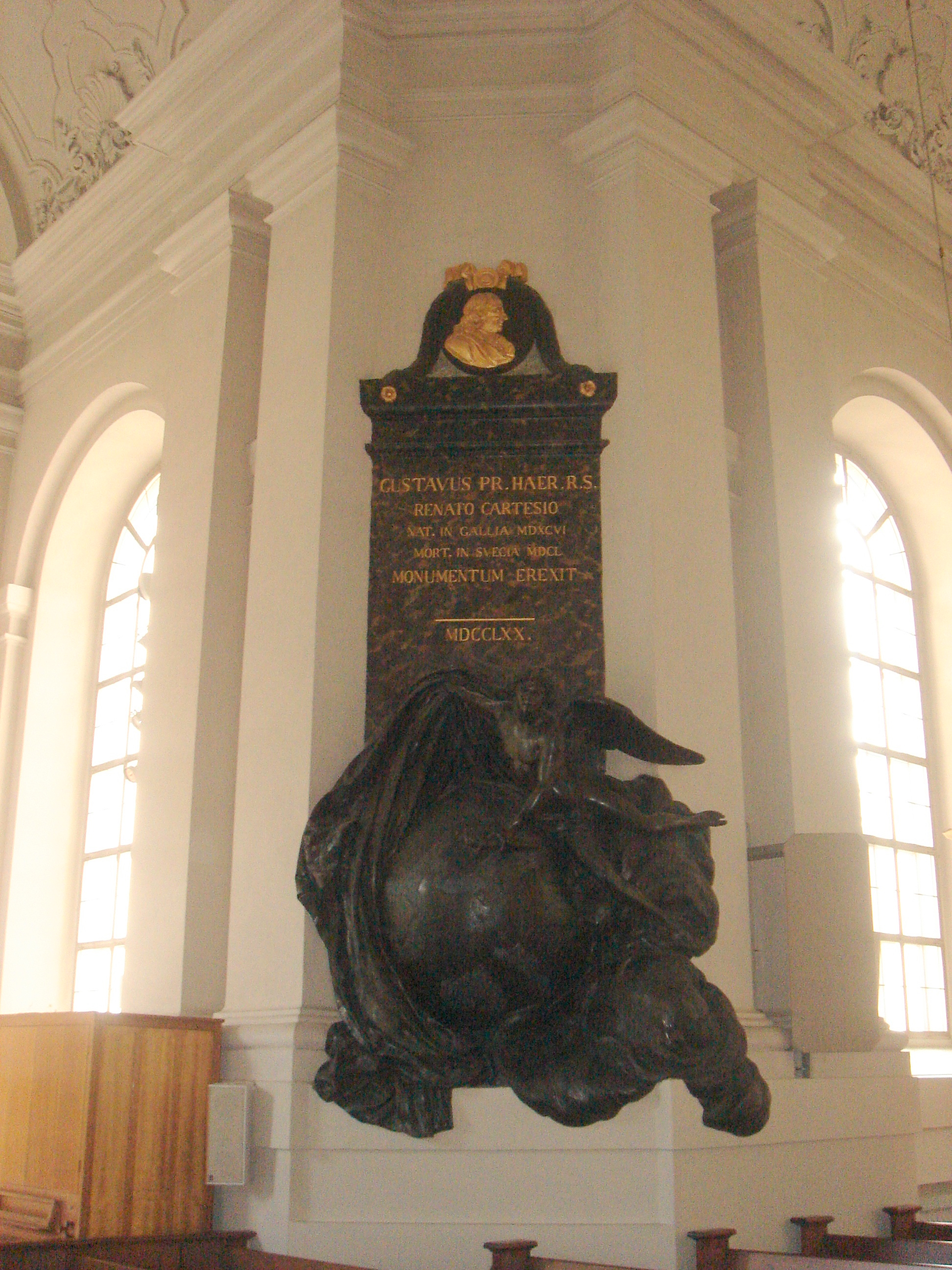
Monument över René Descartes.
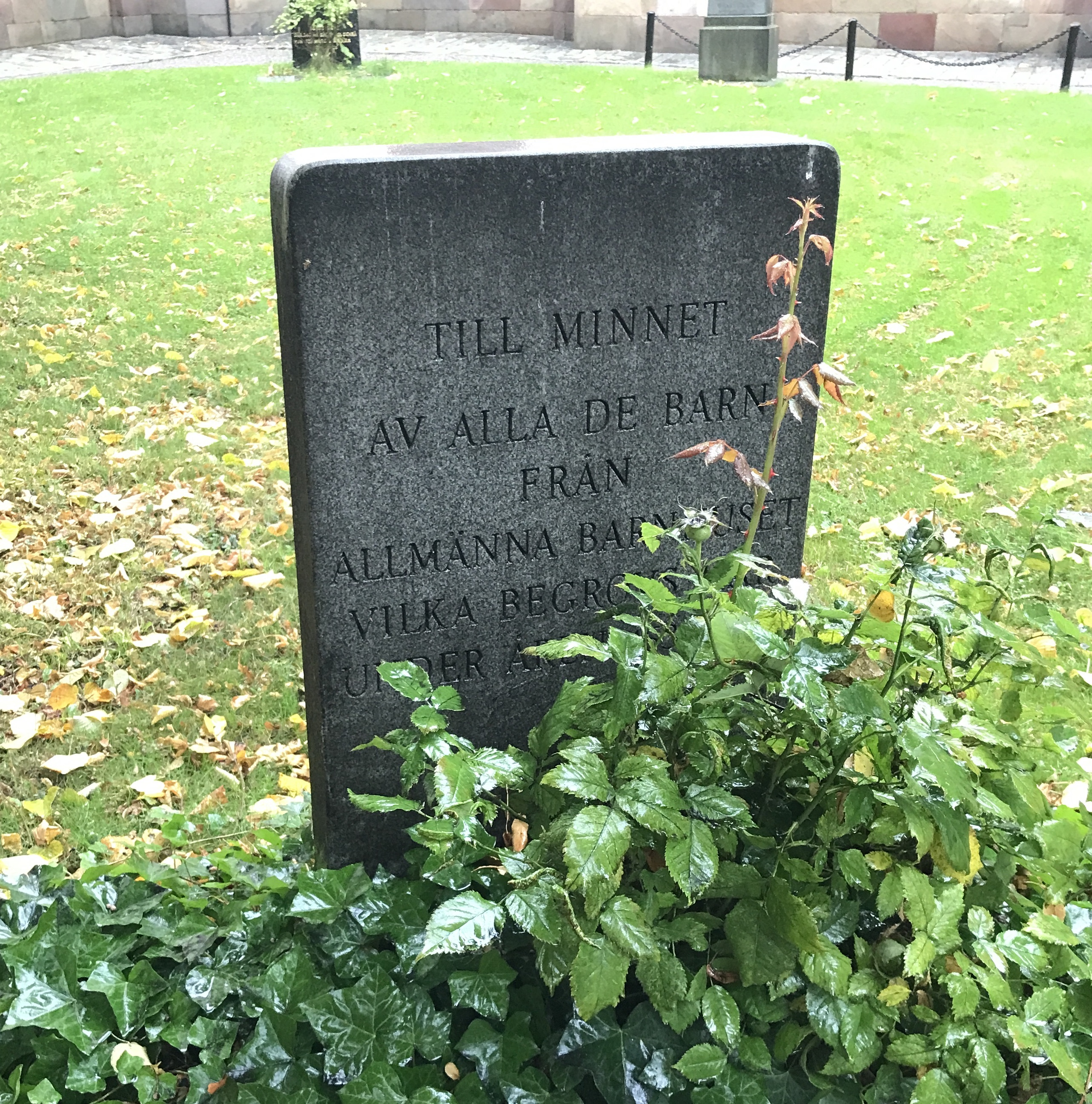
Minnessten över avlidna barn från Allmänna Barnhuset